# Tipuri de societăți comerciale care funcționează în România
Acest articol este o listă de tipuri de societăți comerciale care funcționează în România.

O societate comercială este o persoană juridică, deci este responsabilă în fața legii. Felul în care este responsabilă este diferit conform tipului de persoană juridică.
În România, conform Legii numărul 31/1990, publicată în Monitorul Oficial al României, numerele 126 - 127 din 17 noiembrie 1990, persoanele juridice își pot desfășura afacerile într-o varietate de forme, toate fiind, conform legii, forme legale.
Astfel, legea definește cinci diferite tipuri de societăți comerciale ce pot fi constituite.
1. Societăți în nume colectiv
2. Societăți în comandită simplă
3. Societăți în comandită pe acțiuni
4. Societăți pe acțiuni
5. Societăți cu răspundere limitată